# Comuna Novorodciîți, Ostroh
Novorodciîți (în ucraineană Новородчиці) este o comună în raionul Ostroh, regiunea Rivne, Ucraina, formată din satele Novorodciîți (reședința), Posîva și Teremne.

## Demografie
Componența lingvistică a comunei Novorodciîți
     Ucraineană (99,43%)
     Alte limbi (0,57%)
Conform recensământului din 2001, majoritatea populației comunei Novorodciîți era vorbitoare de ucraineană (99,43%), existând în minoritate și vorbitori de alte limbi.